# خسرو خسروشاهی
خسرو خسروشاهی (زادهٔ ۷ دی ۱۳۲۰) دوبلور، مدیر دوبلاژ و مدرس گویندگی ایرانی است. از آثارش می‌توان به دوبلهٔ فیلم‌های آلن دلون، آل پاچینو و آمیتاب باچان اشاره کرد.

## زندگی و فعالیت حرفه‌ای
خسرو خسروشاهی ۷ دی ۱۳۲۰ در شهر تبریز متولد شده‌است. در سال ۱۳۴۱ با راهنمایی و معرفی احمد رسول زاده وارد حرفه دوبلاژ می‌شود. همسر وی منصوره کاتبی است که در زمینهٔ دوبله فعالیت دارد. خاطرهٔ دوبلهٔ بیشتر فیلم‌های آلن دلون، آمیتاب باچان، آل پاچینو، داستین هافمن و رابرت دنیرو صدای خسروشاهی گره خورده و از خاطر دوستدارانش نخواهد رفت. همچنین صدای او در فیلم‌های ایرانی قبل از انقلاب، به جای فرزان دلجو و در سینمای بعد از انقلاب به جای بازیگرانی چون بیژن امکانیان، ابوالفضل پورعرب، جهانگیر الماسی، پرویز پورحسینی و… شنیده شد.
در ۹ بهمن ۱۳۹۷ در مراسم افتتاحیه سی‌وهفتمین جشنواره فیلم فجر آئین بزرگداشت خسرو خسروشاهی برگزار و از وی تقدیر شد.
در روز دوشنبه ۳ دی ۱۴۰۳، مراسم بزرگداشتی برای استاد پیشکسوت دوبله خسرو خسروشاهی، همزمان با اکران فیلم سینمایی «دروغ‌های زیبا» در سینما فلسطین تهران (با صداپیشگی و مدیریت دوبلاژ خسرو خسروشاهی) محصول مشترک ایران و بنگلادش به کارگردانی و تهیه‌کنندگی مرتضی آتش زمزم در قالب پنجاه و چهارمین دوره جشنواره بین‌المللی فیلم رشد برگزار شد.
در این مراسم هنرمندانی چون شهرام ناظری، محمد فیلی، محمدرضا هدایتی، علی‌همت مومی‌وند، داریوش کاردان، عباس نباتی، کتایون اعظمی، منجورول کریم خان چودری (سفیر بنگلادش در ایران) و غیره حضور داشتند. 

## خداحافظی از دوبلاژ
خسروشاهی در ۹ آبان ماه ۱۴۰۲ به علت بیماری برای همیشه خداحافظی خود از دوبلاژ را اعلام کرد.

## فیلم‌شناسی
| فیلم                                                         | سال  | بازیگر             | نقش                     | توضیحات                                                           |
| ------------------------------------------------------------ | ---- | ------------------ | ----------------------- | ----------------------------------------------------------------- |
| «ظهر ارغوانی» در ایران: «زیر آفتاب سوزان»                    | ۱۹۶۰ | آلن دلون           |                         | کارگردان: رنه کلمان                                               |
| «یوزپلنگ»                                                    | ۱۹۶۳ | آلن دلون           | تانکردی                 | دوبله دوم کارگردان: لوکینو ویسکونتی مدیر دوبلاژ: علی کسمایی       |
| «لالهٔ سیاه»                                                  | ۱۹۶۴ | آلن دلون           |                         | کارگردان: کریستین-ژاک                                             |
| «رولز-رویس زرد»                                              | ۱۹۶۵ | آلن دلون           | استفانو                 | کارگردان: آنتونی اسکویت مدیر دوبلاژ: احمد رسول‌زاده                |
| «زمانی که دزد بودم»                                          | ۱۹۶۵ | آلن دلون           | ادی پداک                | دوبله دوم کارگردان: رالف نلسون                                    |
| «تگزاس آن‌سوی رودخانه»                                        | ۱۹۶۶ | آلن دلون           |                         |                                                                   |
| «فرمان گم‌شده»                                                | ۱۹۶۶ | آلن دلون           | کاپیتان فیلیپ اسکالاویه | کارگردان: مارک رابسون                                             |
| «سامورایی»                                                   | ۱۹۶۷ | آلن دلون           | جف کاستلو               | کارگردان: ژان-پیر ملویل                                           |
| خداحافظ رفیق» در ایران: «آخرین سکه»                          | ۱۹۶۸ | آلن دلون           | دینو باران              | کارگردان: ژان ووترا                                               |
| «دستهٔ سیسیلی‌ها»                                              | ۱۹۶۹ | آلن دلون           | روژه سارته              | دوبله اول و دوم کارگردان: آنری ورنوی                              |
| «استخر»                                                      | ۱۹۶۹ | آلن دلون           | ژان-پل                  | کارگردان: ژاک دوره                                                |
| «بورسالینو»                                                  | ۱۹۷۰ | آلن دلون           | روچ سیفردی              | کارگردان: ژاک دوره                                                |
| «دایرهٔ سرخ»                                                  | ۱۹۷۰ | آلن دلون           |                         | کارگردان: ژان-پیر ملویل                                           |
| «آفتاب سرخ»                                                  | ۱۹۷۱ | آلن دلون           |                         | کارگردان: ترنس یانگ                                               |
| «یک پلیس» در ایران: «دایرهٔ مرگ»                              | ۱۹۷۱ | آلن دلون           | اِدوار کولمان            | کارگردان: ژان-پیر ملویل                                           |
| «دو مرد در شهر»                                              | ۱۹۷۳ | آلن دلون           |                         | کارگردان: ژوزه جووانی                                             |
| «عقرب»                                                       | ۱۹۷۳ | آلن دلون           | ژان لوریه               | کارگردان: مایکل وینر                                              |
| «علف‌های سوخته»                                               | ۱۹۷۳ | آلن دلون           |                         | کارگردان: ژان شاپو                                                |
| «نسل اربابان» در ایران: «فاجعهٔ عشق»                          | ۱۹۷۴ | آلن دلون           |                         | کارگردان: پیر گرانیه-دفر                                          |
| «سینه‌های یخی» در ایران: «قلب‌های یخ‌زده»                       | ۱۹۷۴ | آلن دلون           |                         | کارگردان: ژرژ لوتنر                                               |
| «زورو»                                                       | ۱۹۷۵ | آلن دلون           | دون دیه‌گو دُلاوِگا/زورو   | کارگردان: دوچو تساری                                              |
| «کولی تنها»                                                  | ۱۹۷۵ | آلن دلون           |                         | کارگردان: خوزه جووانی                                             |
| «داستان یک پلیس»                                             | ۱۹۷۵ | آلن دلون           |                         | کارگردان: ژاک دوره                                                |
| «شتاب‌زده»                                                    | ۱۹۷۷ | آلن دلون           |                         | کارگردان: ادوارد مولینارو                                         |
| «مرگ یک مرد فاسد» در ایران: «دایرهٔ خونین»                    | ۱۹۷۷ | آلن دلون           |                         | کارگردان: ژرژ لوتنر                                               |
| «کنکورد … فرودگاه ۷۹»                                        | ۱۹۷۹ | آلن دلون           |                         | کارگردان: دیوید لوول ریچ                                          |
| «سه مرد برای کشتن»                                           | ۱۹۸۰ | آلن دلون           |                         | کارگردان: ژاک دوره                                                |
| «شوک»                                                        | ۱۹۸۲ | آلن دلون           |                         | کارگردان: رابین دیویس                                             |
| «ضارب»                                                       | ۱۹۸۳ | آلن دلون           |                         | کارگردان:                                                         |
| «پدرخوانده»                                                  | ۱۹۷۲ | آل پاچینو          | مایکل کورلئونه          | دوبله دوم کارگردان: فرانسیس فورد کوپولا مدیر دوبلاژ: ایرج ناظریان |
| «سرپیکو»                                                     | ۱۹۷۳ | آل پاچینو          | فرانک سرپیکو            | کارگردان: سیدنی لومت                                              |
| «مترسک»                                                      | ۱۹۷۳ | آل پاچینو          | لاین دلبوچی             | کارگردان: جری شاتزبرگ                                             |
| «پدرخوانده: قسمت دوم»                                        | ۱۹۷۴ | آل پاچینو          | مایکل کورلئونه          | کارگردان: فرانسیس فورد کوپولا                                     |
| «بعدازظهر نحس»                                               | ۱۹۷۵ | آل پاچینو          | سانی ورتزیک             | کارگردان: سیدنی لومت                                              |
| صورت زخمی                                                    | ۱۹۸۳ | آل پاچینو          | تونی مونتانا            | برایان دی پالما                                                   |
| «... و عدالت برای همه»                                       | ۱۹۷۹ | آل پاچینو          | آرتور کرکلند            | کارگردان: نورمن جویسون مدیر دوبلاژ: امیرهوشنگ قطعه‌ای              |
| «پدرخوانده: قسمت سوم»                                        | ۱۹۹۰ | آل پاچینو          | مایکل کورلئونه          | کارگردان: فرانسیس فورد کوپولا                                     |
| «مخمصه»                                                      | ۱۹۹۵ | آل پاچینو          | وینسنت هانا             | کارگردان: مایکل مان                                               |
| «بی‌خوابی»                                                    | ۲۰۰۲ | آل پاچینو          | ویل دورمر               | کارگردان: کریستوفر نولان مدیر دوبلاژ: جلال مقامی                  |
| «عجیب‌تر از داستان»                                           | ۲۰۰۶ | داستین هافمن       | پروفسور جولز هیلبرت     | کارگردان: مارک فورستر · مدیر دوبلاژ: زهره شکوفنده                 |
| «سگ‌های پوشالی»                                               | ۱۹۷۱ | داستین هافمن       | دیوید سامنر             | کارگردان: سام پکینپا                                              |
| «لنی»                                                        | ۱۹۷۴ | داستین هافمن       | لنی بروس                | کارگردان: باب فاسی                                                |
| «دوندهٔ ماراتن»                                               | ۱۹۷۶ | داستین هافمن       | بِیت                     | کارگردان: جان شله‌زینجر                                            |
| «همهٔ مردان رئیس‌جمهور»                                        | ۱۹۷۶ | داستین هافمن       | کارل برنستین            | کارگردان: آلن جی پاکولا                                           |
| «کریمر علیه کریمر»                                           | ۱۹۷۹ | داستین هافمن       | تد کریمر                | کارگردان: رابرت بنتون                                             |
| «مرد بارانی»                                                 | ۱۹۸۸ | داستین هافمن       | ریموند ببیت             | کارگردان: بری لوینسون                                             |
| «دانه‌های شن»                                                 | ۱۹۶۶ | استیو مک‌کوئین      |                         | کارگردان: رابرت وایز مدیر دوبلاژ: احمد رسول‌زاده                   |
| «نوادا اسمیت»                                                | ۱۹۶۶ | استیو مک‌کوئین      | نوادا اسمیت             | کارگردان: هنری هاتاوی                                             |
| «آسمانخراش جهنمی»                                            | ۱۹۷۴ | استیو مک‌کوئین      |                         | کارگردان: جان گیلرمین                                             |
| «یک مرد و یک زن»                                             | ۱۹۶۶ | ژان-لویی ترنتینیان |                         | کارگردان: کلود للوش                                               |
| «زِد»                                                         | ۱۹۶۹ | ژان-لویی ترنتینیان |                         | کارگردان: کوستا گاوراس مدیر دوبلاژ: سعید شرافت                    |
| «عشق در درجهٔ بالا» در ایران: «برهٔ هار»                       | ۱۹۷۴ | ژان-لویی ترنتینیان |                         |                                                                   |
| «راننده تاکسی»                                               | ۱۹۷۶ | رابرت دنیرو        | تراویس بیکل             | کارگردان: مارتین اسکورسیزی                                        |
| «آخرین قارون»                                                | ۱۹۷۶ | رابرت دنیرو        |                         | کارگردان: الیا کازان                                              |
| «نیویورک، نیویورک»                                           | ۱۹۷۷ | رابرت دنیرو        |                         | کارگردان: مارتین اسکورسیزی                                        |
| «همهٔ آدم‌خواران خوب جوان» در ایران: «گرگ‌های جوان»             | ۱۹۶۰ | رابرت واگنر        |                         |                                                                   |
| «بنینگ»                                                      | ۱۹۶۷ | رابرت واگنر        |                         |                                                                   |
| «پیروزی»                                                     | ۱۹۶۹ | رابرت واگنر        |                         | کارگردان: جیمز گلداستون                                           |
| «شرق بهشت»                                                   | ۱۹۵۵ | جیمز دین           | کال                     | دوبله دوم کارگردان: الیا کازان                                    |
| «شورش بی‌دلیل»                                                | ۱۹۵۵ | جیمز دین           | جیم                     | دوبله دوم کارگردان: نیکلاس ری                                     |
| «اسب کهر را بنگر»                                            | ۱۹۶۴ | عمر شریف           |                         | دوبله دوم کارگردان: فرد زینه‌مان                                   |
| «خشخاش هم گلی است» در ایران: «گُل شیطان»                      | ۱۹۶۶ | عمر شریف           |                         | کارگردان: ترنس یانگ و ژرژ لامپن                                   |
| «رام کردن زن سرکش»                                           | ۱۹۶۷ | مایکل یورک         |                         | کارگردان: فرانکو زفیرلی مدیر دوبلاژ: ابوالحسن تهامی               |
| «کاباره»                                                     | ۱۹۷۲ | مایکل یورک         |                         | کارگردان: باب فاسی                                                |
| «سرقت الماس»                                                 | ۱۹۷۲ | رابرت ردفورد       |                         |                                                                   |
| «پلی در دوردست»                                              | ۱۹۷۷ | رابرت ردفورد       |                         | کارگردان: ریچارد اتنبرا                                           |
| «با گرگ‌ها می‌رقصد»                                            | ۱۹۹۰ | کوین کاستنر        |                         | مدیر دوبلاژ: محمود قنبری                                          |
| «جِی‌اِف‌کِی»                                                     | ۱۹۹۱ | کوین کاستنر        |                         | کارگردان: الیور استون                                             |
| «بامبی» (انیمیشن)                                            | ۱۹۴۲ |                    | بامبی (بزرگسالی)        | محصول والت دیزنی پیکچرز                                           |
| «آیوانهو»                                                    | ۱۹۵۲ | گای رولف           | پرنس جان                | دوبله دوم کارگردان: ریچارد تورپ                                   |
| «خرقه»                                                       | ۱۹۵۳ | جی رابینسون        | کالیگولا                | دوبله دوم کارگردان: هنری کاستر                                    |
| «دزیره»                                                      | ۱۹۵۴ | کامرون میچل        | ژوزف بناپارت            | دوبله اول کارگردان: هنری کاستر مدیر دوبلاژ: علی کسمایی            |
| «منطقهٔ رینتری» در ایران: «درخت زندگی»                        | ۱۹۵۷ | مونتگومری کلیفت    | جان ویکلیف شانسی        | کارگردان: ادوارد دمیتریک مدیر دوبلاژ: احمد رسول‌زاده               |
| «زیبای خفته» (انیمیشن)                                       | ۱۹۵۹ |                    | پرنس فیلیپ              | محصول والت دیزنی پیکچرز مدیر دوبلاژ: ژاله علو                     |
| «۱۱ یار اوشن» در ایران: «۱۱ سارق در لاس وگاس»                | ۱۹۶۰ | پیتر لافورد        | جیمی فاستر              | کارگردان: لوئیس مایلستون مدیر دوبلاژ: محمدعلی زرندی               |
| «دو زن»                                                      | ۱۹۶۰ | ژان-پل بلموندو     | میکله                   | دوبله دوم کارگردان: ویتوریو دسیکا مدیر دوبلاژ: سعید شرافت         |
| «کشتن مرغ مقلد»                                              | ۱۹۶۲ | بروک پیترز         | تام رابینسون (سیاه‌پوست) | کارگردان: رابرت مالیگن مدیر دوبلاژ: علی کسمایی                    |
| «۵۵ روز در پکن»                                              | ۱۹۶۳ | جان آیرلند         |                         | کارگردان: نیکلاس ری                                               |
| «نُه ساعت به راما»                                            | ۱۹۶۳ | هورست بوخهولتس     | ناتورام                 | کارگردان: مارک رابسون مدیر دوبلاژ: احمد رسول‌زاده                  |
| «بانوی زیبای من»                                             | ۱۹۶۴ | جرمی برت           |                         | کارگردان: جرج کیوکر مدیر دوبلاژ: علی کسمایی                       |
| «اشک‌ها و لبخندها» عنوان اصلی: «آوای موسیقی»                  | ۱۹۶۵ | ریچارد هایدن       |                         | کارگردان: رابرت وایز مدیر دوبلاژ: علی کسمایی                      |
| «دکتر ژیواگو»                                                | ۱۹۶۵ | تام کورتنی         | پاشا                    | کارگردان: دیوید لین مدیر دوبلاژ: علی کسمایی                       |
| «کت بالو»                                                    | ۱۹۶۵ | مایکل کالان        |                         | کارگردان: الیوت سیلورستاین                                        |
| «کلکسیونر»                                                   | ۱۹۶۵ | ترنس استامپ        | فردی کلگ                | کارگردان: ویلیام وایلر مدیر دوبلاژ: علی کسمایی                    |
| «دلیجان محکومین»                                             | ۱۹۶۶ | رابرت کامینگز      |                         | کارگردان: گوردون داگلاس مدیر دوبلاژ: احمد رسول‌زاده                |
| «پنلوپه»                                                     | ۱۹۶۶ | دیک شاون           | گریگوری منیکس           | کارگردان: آرتور هیلر مدیر دوبلاژ: ابوالحسن تهامی                  |
| «تعقیب»                                                      | ۱۹۶۶ | جیمز فاکس          | جیک راجرز               | کارگردان: آرتور پن مدیر دوبلاژ: ابوالحسن تهامی                    |
| «شیر در زمستان»                                              | ۱۹۶۸ | جان کستل           | جفری                    | کارگردان: آنتونی هاروی مدیر دوبلاژ: ابوالحسن تهامی                |
| «این گروه خشن»                                               | ۱۹۶۹ | خایمه سانچز        | انجل                    | کارگردان: سام پکینپا مدیر دوبلاژ: ابوالحسن تهامی                  |
| «برادران کارامازوف»                                          | ۱۹۶۹ | آندری میاگکوف      | آلیوشا                  | محصول سینمای اتحاد جماهیر شوروی مدیر دوبلاژ: ابوالحسن تهامی       |
| «مرد یخی» در ایران: «دردسر پدربزرگ»                          | ۱۹۶۹ | لوئی دوفونس        |                         |                                                                   |
| «جنایت و مکافات»                                             | ۱۹۷۰ | گئورگی تاراتورکین  | راسکولنیکف              | محصول سینمای اتحاد جماهیر شوروی                                   |
| «دوازده صندلی»                                               | ۱۹۷۰ | فرانک لانگلا       | اوستاپ                  | کارگردان: مل بروکس                                                |
| «پرتقال کوکی»                                                | ۱۹۷۱ | مالکوم مک‌داول      | الکس                    | کارگردان: استنلی کوبریک                                           |
| «قتل در قطار سریع‌السیر شرق»                                  | ۱۹۷۴ | آنتونی پرکینز      |                         | دوبله اول کارگردان: سیدنی لومت                                    |
| «دیوانه از قفس پرید» عنوان اصلی: «پرواز برفراز آشیانهٔ فاخته» | ۱۹۷۵ | براد دوریف         | بیلی بیبیت              | کارگردان: میلوش فورمن                                             |
| «سرگذشت آدل ه.»                                              | ۱۹۷۵ | بروس رابینسون      | ستوان آلبرت پینسون      | کارگردان: فرانسوا تروفو                                           |
| «قرمز تیره»                                                  | ۱۹۷۵ | دیوید همینگز       |                         | کارگردان: داریو آرجنتو                                            |
| «۷ مرد ارتشی»                                                | ۱۹۷۶ | دیوید چیانگ        |                         | کارگردان :چانگ چه                                                 |
| «داستان سیاوش»                                               | ۱۹۷۶ | فرهاد یوسفوف       | سیاوش                   | محصول سینمای اتحاد جماهیر شوروی مدیر دوبلاژ: محمود قنبری          |
| «ارتش سری» (مجموعهٔ تلویزیونی)                                | ۱۹۷۷ | کریستوفر نیم       | کرتیس                   | مدیر دوبلاژ: ایرج رضایی                                           |
| «در برابر باد» (مجموعهٔ تلویزیونی)                            | ۱۹۷۸ | وارویک سیمز        | ستوان موریس گرویل       | کارگردان: جرج تی. میلر و سایمن وینسر مدیر دوبلاژ: عطاالله کاملی   |
| «فرار به‌سوی پیروزی»                                          | ۱۹۸۱ | مایکل کین          |                         | کارگردان: جان هیوستون                                             |
| «مارکو پولو» (مجموعهٔ تلویزیونی)                              | ۱۹۸۲ | کنت مارشال         | مارکو پولو              | کارگردان: جولیانو مونتالدو مدیر دوبلاژ: جلال مقامی                |
| «دانتون»                                                     | ۱۹۸۳ |                    |                         | کارگردان: آندری وایدا مدیر دوبلاژ: محمود قنبری                    |
| «مسیر سبز»                                                   | ۱۹۹۹ | دوگ هاتچیسون       | پرسی وتمور              | کارگردان: فرانک دارابونت                                          |

- خانه امن (۲۰۱۲) به عنوان دوبلر
- چه: قسمت اول و دوم (۲۰۰۸) به عنوان مدیر دوبلاژ
- ربوده شده (۲۰۰۸) به عنوان دوبلر و مدیر دوبلاژ
- اجابت شو (۲۰۰۶) به عنوان مدیر دوبلاژ
- یقین (۲۰۰۵) به عنوان دوبلر و مدیر دوبلاژ
- اعتبار (۲۰۰۴) به عنوان دوبلر
- خط سرنوشت (۲۰۰۴) به عنوان دوبلر
- وطن (ما، مردم) (۲۰۰۴) به عنوان دوبلر
- سربلند (۲۰۰۴) به عنوان مدیر دوبلاژ
- یک لحظه جدایی (۲۰۰۴) به عنوان مدیر دوبلاژ
- خاکی (۲۰۰۴) به عنوان دوبلر
- رشته محبت (۲۰۰۳) به عنوان دوبلر
- جسارت (۲۰۰۳) به عنوان دوبلر و مدیر دوبلاژ
- سایه (۲۰۰۳) به عنوان دوبلر
- زندگی دیوید گیل (۲۰۰۳) به عنوان مدیر دوبلاژ
- هیئت منصفه فراری (۲۰۰۳) به عنوان دوبلر و مدیر دوبلاژ
- قدرت (۲۰۰۲) به عنوان دوبلر
- بی خوابی (۲۰۰۲) به عنوان دوبلر
- چشم‌ها (۲۰۰۲) به عنوان دوبلر و مدیر دوبلاژ
- گاهی خوشی گاهی غم (۲۰۰۲) به عنوان دوبلر
- خار (۲۰۰۲) به عنوان دوبلر
- قاچاق (۲۰۰۲) به عنوان مدیر دوبلاژ
- پینوکیو (۲۰۰۲) به عنوان مدیر دوبلاژ
- کیت و لئوپولد (۲۰۰۱) به عنوان دوبلر
- مرد شهر (۲۰۰۱) به عنوان دوبلر و مدیر دوبلاژ
- پیوند عاطفه‌ها (۲۰۰۱) به عنوان دوبلر
- حشرات جهنمی ۲ (۲۰۰۱) به عنوان مدیر دوبلاژ
- کی-پکس (۲۰۰۱) به عنوان مدیر دوبلاژ
- مشکلات خانوادگی (۲۰۰۱) به عنوان مدیر دوبلاژ
- مرد خانواده (۲۰۰۰) به عنوان دوبلر و مدیر دوبلاژ
- از وهم تا وحشت (۲۰۰۰) به عنوان مدیر دوبلاژ
- معجزه احساس (۱۹۹۹) به عنوان دوبلر
- در راه انتقام (۱۹۹۹) به عنوان دوبلر و مدیر دوبلاژ
- عروس فراری (۱۹۹۹) به عنوان مدیر دوبلاژ
- نامه‌هایی از یک قاتل (۱۹۹۸) به عنوان مدیر دوبلاژ
- گلوریا (۱۹۹۸) به عنوان مدیر دوبلاژ
- آزار (۱۹۹۷) به عنوان دوبلر
- حشرات جهنمی ۱ (۱۹۹۷) به عنوان مدیر دوبلاژ
- شهرداری (۱۹۹۶) به عنوان دوبلر و مدیر دوبلاژ
- صاعقه (۱۹۹۵) به عنوان مدیر دوبلاژ
- تومبستون (۱۹۹۳) به عنوان دوبلر
- رد راک غرب (۱۹۹۳) به عنوان دوبلر و مدیر دوبلاژ
- دیوانه (۱۹۹۲) به عنوان دوبلر
- پلیس جسور (۱۹۸۸) به عنوان دوبلر و مدیر دوبلاژ
- گذرگاه (۱۹۸۶) به عنوان دوبلر و مدیر دوبلاژ
- پلنگ (قول یک پلیس) (۱۹۸۵) به عنوان دوبلر و مدیر دوبلاژ
- مشعل (۱۹۸۴) به عنوان دوبلر
- ضارب (۱۹۸۳) به عنوان دوبلر و مدیر دوبلاژ
- قانون (۱۹۸۲) به عنوان دوبلر و مدیر دوبلاژ
- به دنبال یک پلیس (۱۹۸۱) به عنوان دوبلر و مدیر دوبلاژ
- سه مرد برای کشتن (۱۹۸۰) به عنوان مدیر دوبلاژ
- تنگنا (۱۹۷۹) به عنوان دوبلر و مدیر دوبلاژ
- دایره خونین (۱۹۷۸) به عنوان دوبلر و مدیر دوبلاژ
- شکارچی گوزن (۱۹۷۸) به عنوان مدیر دوبلاژ
- گانگستر (۱۹۷۷) به عنوان دوبلر و مدیر دوبلاژ
- کینگ کونگ (۱۹۷۶) به عنوان مدیر دوبلاژ
- بازی با آتش (۱۹۷۵) به عنوان دوبلر و مدیر دوبلاژ
- سه روز کندور (۱۹۷۵) به عنوان مدیر دوبلاژ
- قتل در قطار سریع‌السیر شرق (۱۹۷۴) به عنوان دوبلر و مدیر دوبلاژ
- اسلحه بزرگ (۱۹۷۴) به عنوان دوبلر و مدیر دوبلاژ
- بازگشت بورسالینو (۱۹۷۴) به عنوان دوبلر و مدیر دوبلاژ
- پرتقال کوکی(۱۹۷۱) در نقش الکس
- بینوایان (۱۹۵۸) به عنوان دوبلر و مدیر دوبلاژ
- مستند صداهای آشنا (۱) به عنوان دوبلر (نمونه آثار وی)
- جن گیر به عنوان مدیر دوبلاژ
- دوبله اول انیمیشن رابین هود به عنوان مدیر دوبلاژ
- تمامی آثار فرزان دلجو در سالهای ۱۳۵۰ تا ۱۳۵۷
- به جای ابوالفضل پورعرب در فیلمهای بی‌قرار، جوانی، در کمال خونسردی، سوء ظن، بهشت پنهان
- به جای پرویز پورحسینی در سریال هزاردستان
- به جای بیژن امکانیان در حادثه، دبیرستان[۶]
- رشته خیال (۲۰۱۷) به جای دانیل دی-لوئیس (دوبله نماوا)[۷]

### نمونه آثار صداپیشه
| نقش                              | بازیگر         | فیلم                    | نکات                            |
| -------------------------------- | -------------- | ----------------------- | ------------------------------- |
| رقصنده با گرگ (ستوان جان دانبار) | کوین کاستنر    | با گرگ‌ها می‌رقصد         | ساخته ۱۹۹۰ - کوین کاستنر        |
| آزاد                             | صالح کرمزی     | بازی با مرگ             | ساخته ۱۳۷۴ حمید تمجیدی          |
| جف کاستلو                        | آلن دلون       | سامورایی                | ساخته ۱۹۶۷ - ژان-پیر ملویل      |
| کوری                             | آلن دلون       | دایره سرخ               | ساخته ۱۹۷۰ - ژان پیر ملویل      |
| سارته                            | آلن دلون       | دسته سیسیلی‌ها           |                                 |
|                                  | آلن دلون       | یوزپلنگ                 | ساخته ۱۹۶۳ - لوکینو ویسکونتی    |
|                                  | آلن دلون       | شتابزده                 |                                 |
|                                  | آلن دلون       | ضارب                    |                                 |
|                                  | آلن دلون       | آفتاب سرخ               |                                 |
|                                  | آلن دلون       | سه مرد برای کشتن        |                                 |
|                                  | دیوید چیانگ    | ۷ مرد ارتشی             | ساخت چانگ چه                    |
| مایکل کورلئونه                   | آل پاچینو      | پدر خوانده              | ساخته فرانسیس فورد کاپولا       |
| مایکل کورلئونه                   | آل پاچینو      | پدر خوانده ۲            |                                 |
| مایکل کورلئونه                   | آل پاچینو      | پدر خوانده ۳            |                                 |
|                                  | آل پاچینو      | سرپیکو                  | ساخته سیدنی لومت                |
|                                  | داستین هافمن   | کریمر علیه کریمر        |                                 |
| تونی مونتانا                     | آل پاچینو      | صورت زخمی               | ساخته برایان دی پالما           |
|                                  | استیو مک کوئین | آسمان خراش جهنمی        |                                 |
| تراویس بیکل                      | رابرت دنیرو    | راننده تاکسی            | ساخت مارتین اسکورسیزی دوبله اول |
| ویجی کومار                       | آمیتاب باچان   | قانون                   | ساخته ۱۹۸۲ بالیوود              |
| کاپیتان جان کولبی                | مایکل کین      | فرار به سوی پیروزی      | ساخته جان هیوستن                |
| مالکوم ایکس                      | دنزل واشینگتن  | مالکوم ایکس             |                                 |
| دیوید فاکس                       | لوک ویلسون     | مهمان‌پذیر               | ساخته ۲۰۰۷                      |
|                                  | نیکلاس کیج     | مرد خانواده             | ساخته ۲۰۰۰                      |
| کوپر                             | متیو مک کانهی  | در میان ستارگان         | ساخته ۲۰۱۴                      |
| لوک خوش شانس (لاکی لوک)          | ترنس هیل       | لوک خوش‌شانس (فیلم ۱۹۹۱) |                                 |
| ناپلئون                          | واکین فینیکس   | ناپلئون                 | ساخته ریدلی اسکات ۲۰۲۳          |
| جوکر                             | واکین فینیکس   | جوکر                    | ساخته ۲۰۱۹                      |

### سایر کارهای دوبله
- شوک در نقش آلن دلون
- مرگ یک مرد فاسد در نقش آلن دلون
- بی‌خوابی در نقش آل پاچینو
- سیمون در نقش آل پاچینو
- وکیل مدافع شیطان در نقش آل پاچینو
- ماراتن من در نقش داستین هافمن
- شیوع در نقش داستین هافمن
- مرد بارانی در نقش داستین هافمن
- جی اف کیدر نقش کوین کاستنر
- نیویورک، نیویورک (فیلم)در نقش رابرت دنیرو
- آخرین سرمایه‌دار بزرگدر نقش رابرت دنیرو
- بانوی زیبای من در نقش جرمی برت
- گوینده متن آخر فیلم پاپیون
- مظنون (جان ریس)
- شوالیه تاریکی در نقش بتمن با بازی کریستین بیل (دوبلهٔ نماوا)

### انیمیشن
- لوک خوش‌شانس (۱۹۸۳) (مدیر دوبلاژ)
- آخرین تک‌شاخ (راوی و مدیر دوبلاژ)
- بامبی (مدیر دوبلاژ و گوینده بامبی)
- زیبای خفته (فیلم ۱۹۵۹) (پرنس فیلیپ)
- رابین هود (فیلم ۱۹۷۳) (مدیر دوبلاژ)
- خداوند لک‌لک‌ها را دوست دارد (مدیر دوبلاژ)